# José Pérez Pérez "Peresejo"
José Pérez Pérez (Barcelona, 1887-Alcoy, 14 de febrero de 1978, artísticamente conocido como Peresejo, fue un escultor español afincado en Alcoy (Alicante).

## Biografía
En 1904 inició obtuvo una mención honorífica en la exposición nacional de Bellas Artes. En 1908 obtuvo la 3ª medalla en la Exposición Nacional de Madrid por su escultura Adelante. Su temática escultórica versará sobre temas mitológicos, desnudos femeninos y retratos.
En 1910 recibe una condecoración por parte de Alfonso XII por su obra Icaro.
En la guerra civil española la iglesia de San Jorge de Alcoy corría peligro de ser derribada tal y cómo ya había pasado anteriormente con otras iglesias de Alcoy, cómo la iglesia de Santa María o la iglesia San Mauro. El escultor tuvo la iniciativa de convertir la iglesia en un museo popular que albergarse sus esculturas y el patrimonio artístico alcoyano y en donde se impartiesen clases de pintura, escultura y dibujo. El Consejo Económico Político Social de Alcoy autorizó la iniciativa y gracias al escultor se conservó la propia iglesia de San Jorge y numerosos objetos artísticos de las iglesias derribadas de Santa María y San Mauro, además de otras obras de arte confiscadas durante la guerra.
En 1949 se le nombra conservador de escultura del Museo del Prado. En 1950 se le concede la plaza de subdirector y profesor de modelado de la Fábrica Nacional de Moneda y Timbre, por orden gubernativa. En ese mismo año obtiene la plaza de restaurador del Museo del Prado, por oposición, de la cual es cesado en el año 1966.
En 1964 se le nombra restaurador del Museo Arqueológico de Madrid. En 1967 recibe homenajes en Alcoy y en el Círculo de Bellas Artes de Madrid.
Una de sus creaciones, el Esclavo, se encuentra en la colección de la Tate Modern, en Londres. La Escuela Municipal de Bellas Artes de Alcoy conserva uno de los estudios preparatorios que hizo en escayola de dicha escultura.
Fallecerá en Alcoy el 14 de febrero de 1978, siendo enterrado en el cementerio de San Antonio Abad de Alcoy. Tiene dedicada una calle en Alcoy en el barrio de Santa Rosa y otra en Madrid, en el barrio de Aravaca.